# USS Salt Lake City (CA-25)
USS Salt Lake City (CA-25) – amerykański krążownik ciężki, druga i ostatnia jednostka typu Pensacola. Brał czynny udział w walkach II wojny światowej na Pacyfiku.
Stępkę pod okręt położono w dniu 9 czerwca 1927 roku w stoczni New York Shipbuilding w Camden w stanie New Jersey, gdzie okręt został zwodowany został w 23 stycznia 1929 roku. Do służby w United States Navy wszedł w 11 grudnia 1931 roku z numerem kadłuba CL-25, w 1935 roku został natomiast przeklasyfikowany na CA-25.
Po wcieleniu do floty okręt skierowano w rejs do Brazylii, a po powrocie pływał przez cały 1931 rok w rejonie Nowej Anglii i Nowego Jorku. Od 1932 roku bazował na Pacyfiku, odbywając jednak podróże w rejon Nowego Jorku i Morza Karaibskiego. 7 grudnia 1941 roku w trakcie japońskiego ataku na Pearl Harbor okręt przebywał na północ od Hawajów. 11 grudnia 1941 roku zaatakował japoński okręt podwodny. W lutym 1942 roku w eskorcie lotniskowca USS „Enterprise” (CV-6) wziął zaś udział w rajdzie na Wyspy Marshalla.
W kwietniu 1942 roku krążownik uczestniczył w eskorcie lotniskowców adm. Williama Halseya rajdzie na Tokio. W czerwcu stanowił tylną straż w bitwie pod Midway. Następnie służył w osłonie lotniskowców podczas walk o Gudadalcanal - osłaniał m.in. lotniskowiec USS „Wasp”, gdy ten został 15 września 1942 roku storpedowany i zatopiony. W dniach 11–12 października 1942 roku okręt uczestniczył w nocnej bitwie koło przylądka Ésperance, w trakcie której został uszkodzony przez japońskie ciężkie krążowniki. Remont trwał 4 miesiące w Pearl Harbor.
Od marca do września 1943 roku okręt przebywał w rejonie Wysp Aleuckich, gdzie w dniu 26 marca 1943 roku wziął udział w bitwie koło Wysp Komandorskich. W czasie tej bitwy okręt został trafiony i unieruchomiony, lecz ostatecznie nie został zatopiony, gdyż okręty japońskie wycofały się z braku amunicji. Od listopada 1943 roku do kwietnia 1944 roku okręt brał kilkakrotnie udział w bombardowaniu obiektów na Wyspach Gilberta, Marshalla i Zachodnich Karolinach. Następnie powrócił w rejon Wysp Aleuckich, gdzie w dniu 29 sierpnia 1944 roku atakował wyspę Wake, a później brał udział w osłonie lotniskowców. Od listopada 1944 roku do stycznia 1945 roku uczestniczył w bombardowaniu lotnisk na Wyspach Wulkanicznych. Następnie w okresie marzec – maj 1945 roku przebywał w rejonie wyspy Iwo-Jima i Okinawa, gdzie działał na rzecz wojsk walczących o te wyspy. Po zakończeniu II wojny światowej transportował żołnierzy amerykańskich z Europy do Stanów Zjednoczonych.
W dniach 1 lipca i 25 lipca 1946 roku został użyty jako okręt-cel w trakcie próbnych wybuchów atomowych w atolu Bikini (podczas pierwszego powietrznego został lekko uszkodzony, podczas drugiego – podwodnego, ciężko). W dniu 29 sierpnia 1946 roku został skreślony z listy floty. Następnie był badany pod względem zniszczeń i skażenia, jakich doznał w trakcie prób. W dniu 25 maja 1948 roku został zatopiony jako okręt-cel w odległości 130 mil morskich od wybrzeża południowej Kalifornii.